# فيروسات كبدية
الفيروسات الكبدية (بالإنجليزية: Hepadnaviridae)‏ هي عائلة من فيروسات النسخ العكسي ذات الدنا ثنائي السلسلة. الفيروسات الكبدية هي فصيلة من الفيروسات، يؤدّي البشر والقرود والطيور دور مضيفين طبيعيين لها. هناك حاليًا  18نوعًا في هذه العائلة، مقسمة إلى خمسة أجناس، وأشهرها  فيروس التهاب الكبد البائي. تشمل الأمراض الناجمة عن هذه الفيروسات: التهابات الكبد (مثل التهابات الكبد الوبائية)، وسرطان الخلية الكبدية (الالتهابات المزمنة)، وتشمع الكبد.

## التصنيف
تم التعرّف على الأجناس التالية:
- الفيروسات الكبدية الطيرية
- الفيروسات الكبدية القائمة
- الفيروسات الكبدية الهربسية
- الفيروسات الكبدية التالية
- الفيروسات نظيرة الكبدية

بالإضافة إلى الأنواع السابقة وُصِف الفيروس الكبدي البلطي الإفريقي، ولكنه لم يُعتمد.

## تاريخ واكتشاف المرض
اُكتشَف انتقال الفيروسات الكبدية بين البشر في وقت مبكر من التاريخ الطبي، ولكن أول حالة التهاب كبدي بسبب عامل فيروسي كانت لالتهاب الكبد أ ضمن عائلة الفيروسات بيكورناوية. حُدد التهاب الكبد البائي كإنتان مختلف عن التهاب الكبد إيه من خلال لقاحات الحصبة والنكاف والحمى الصفراء الملوثَّة في ثلاثينيات وأربعينيات القرن العشرين، إذ اتّضح تلوث تلك اللقاحات بمصل بشري مصاب بفيروس التهاب الكبد البائي. عُرِف فيروس التهاب الكبد البائي في الستينيات على أنه فيروس جديد بحمض نووي ريبي منزوع الأوكسجين (دنا). تبعه بعد عقدين من الزمن اكتشاف الفيروس المصفّر. عُزل فيروس التهاب الكبد البائي لأول مرة في المختبر من قبل بلومبرج وزملائه، وعُرِف «بالعامل الأسترالي»، بعد عزله من عينة دم لمريض من السكان الأصليين. أكسب هذا العمل بلومبرج جائزة نوبل في الطب عام 1976.

## وصلة خارجية
- نطاق فيروسي: فيروسات كبدية